# Kerkhof van Aubin
Het kerkhof van Aubin is de begraafplaats gelegen bij de Église Saint-Aubin van Aubin in de gemeente Aubin-Saint-Vaast in het Franse departement Pas-de-Calais.

## Britse oorlogsgraf
Op het kerkhof bevindt zich een Brits oorlogsgraf uit de Eerste Wereldoorlog. Het graf is geïdentificeerd en wordt onderhouden door de Commonwealth War Graves Commission, die de begraafplaats heeft ingeschreven als Aubin-St. Vaast Churchyard.